# 유령 신부
《유령 신부》(영어: Corpse Bride)는 2005년 공개된 팀 버튼 감독의 판타지 애니메이션 영화이다. 스톱 모션 촬영으로 제작되었다.
아카데미 장편 애니메이션상 후보에 오르고, 2005년도 전미 비평가위원회 장편 애니메이션상을 수상했다.

## 같이 보기
- 애니메이션 영화 목록
- 코렐라인: 비밀의 문